# Armenische Kommunistische Partei
Die Armenische Kommunistische Partei (armenisch Հայաստանի կոմունիստական կուսակցության Hajastani Komunistakan Kusakzutjun, Abkürzung: ՀԿԿ bzw. HKK) ist eine kommunistische Partei in der Kaukasusrepublik Armenien.

## Geschichte
Die HKK ist die größte kommunistische Partei in Armenien, die sich 1991 gründete und in der Nachfolge der Regierungspartei der Armenischen SSR sieht. Parteivorsitzende waren Sergej Badaljan von 1991 bis 1999, Wladimir Darbinjan von 1999 bis 2003, Ruben Towmasjan von 2003 bis 2013 und Tachat Sargsjan von 2013 bis 2017. Offenbar seit 2017 ist Jerdschanik Ghasarjan der „Erste Sekretär“ der Partei.
Bei den Parlamentswahlen vom 25. Mai 2003 errang die Partei 2,11 %, was jedoch für keinen der insgesamt 131 Sitze mehr ausreichte. Auch in den folgenden Parlamentswahlen konnte die Partei seitdem keinen Sitz mehr erringen.
Die Partei befürwortet traditionell enge politische und wirtschaftliche Beziehungen mit Russland. Sie publiziert als Parteizeitung die Hajastani Komunist und Prawda Armenii.
| Wahl | Stimmen | %     | Sitze  | Rang | Position nach d. Wahlen                           | Quelle                                        |
| ---- | ------- | ----- | ------ | ---- | ------------------------------------------------- | --------------------------------------------- |
| 1995 | 93,353  | 12,4  | 10/190 | 3.   | Opposition                                        | Nohlen, Grotz, Hartmann (2001)                |
| 1999 | 130,161 | 12,09 | 10/131 | 2.   | Opposition                                        | mediamax.am                                   |
| 2003 | ?       | ?     | 0/131  | ?    | außerparlamentarische Opposition                  | ?                                             |
| 2007 | 8.792   | 0,66  | 0/131  | 12.  | außerparlamentarische Opposition                  | electionguide.org                             |
| 2012 | 15.899  | 1,45  | 0/131  | 7.   | außerparlamentarische Opposition                  | Zentrale Wahlkommission der Republik Armenien |
| 2017 | 11.745  | 0,75  | 0/105  | 9.   | außerparlamentarische Opposition                  | Zentrale Wahlkommission der Republik Armenien |
| 2018 | -       | -     | 0/132  | -    | keine Teilnahme, außerparlamentarische Opposition | Zentrale Wahlkommission der Republik Armenien |
| 2021 | -       | -     | 0/107  | -    | keine Teilnahme, außerparlamentarische Opposition | Liste teilnehmender Parteien                  |

## Abgeordnete in der Nationalversammlung
| - Robert Alexanjan (1990–1995) - Tamara Alojan (1990–1995) - Hensel Arakeljan (1990–1995) - Pawlik Asatrjan (1990–1995) - Sergej Badaljan (1995–1999) - Pertsch Boschnaghjan (1999–2003) - Frunse Charatjan (1995–1999, 1999–2003) - Wladimir Darbinjan (1995–1999) - Chatschik Dumikjan (1990–1995) - Ararat Gomzjan (1990–1995) - Leonid Hakopjan (1990–1995, 1995–1999) | - Grigor Harutjunjan (1990–1995) - Wolodja Harutjunjan (1990–1995) - Rasmik Jengojan (1990–1995) - Hovhannes Kotschinjan (1990–1995) - Gagik Manukjan (1999–2003) - Jura Manukjan (1999–2003) parteilos in Fraktion - Aschot Mardojan (1990–1995) - Marspetuni Markarjan (1990–1995) - Sanasar Meltonjan (1990–1995) - Norair Mirsojan (1990–1995) - Wardan Paschikjan (1990–1995) | - Norik Petrosjan (1999–2003) - Wasgen Safarjan (1995–1999) - Albert Sahakjan (1990–1995) - Nadir Sahakjan (1990–1995) - Arkadi Sargsjan (1990–1995) - Choren Sargsjan (1995–1999, 1999–2003) - Marat Seropjan (1990–1995) - Gagik Tadewosjan (1995–1999, 1999–2003) - Samwel Tarwerdjan (1990–1995) - Mikael Wardanjan (1990–1995) - Hrant Woskanjan (1999–2003) |

Fraktionsmitglieder mit unklarer Parteimitgliedschaft 1990–1995:
| - Rafik Mchitarjan - Schors Dawtjan - Alina Howhannisjan | - Gagik Minasjan - Misak Mkrtschjan - Grigor Papanjan | - Spartak Petrosjan - Henrik Sahakjan - Tachat Sargsjan |

Quelle: Webseite der Nationalversammlung